# Klosterkirche Maria Medingen

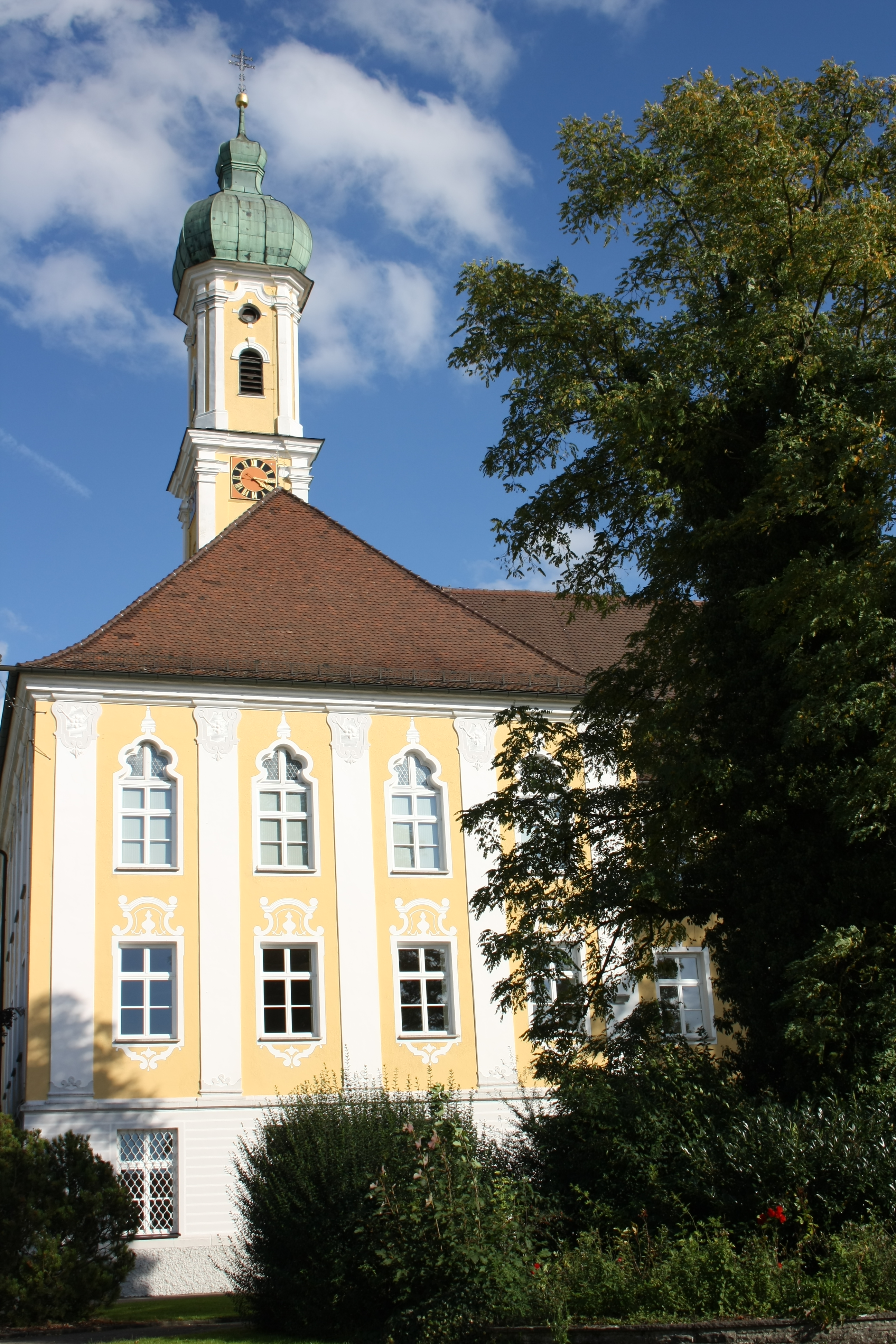
Klosterkirche Maria Medingen, Westfassade mit Dachreiter

Die Klosterkirche Maria Medingen in Mödingen, einer Gemeinde im Landkreis Dillingen an der Donau im bayerischen Regierungsbezirk Schwaben, wurde zu Beginn des 18. Jahrhunderts im Stil des Rokoko errichtet und war ursprünglich die Klosterkirche des Dominikanerinnenklosters Maria Medingen. Die Kirche ist mit dem Patrozinium Mariä Himmelfahrt versehen und gehört seit 1843 zur Kongregation der Dillinger Franziskanerinnen.

## Geschichte
Das Kloster Maria Medingen war vom 13. Jahrhundert bis zur Säkularisation im Jahr 1802 ein Dominikanerinnenkloster. Eine Inschrift am Chorbogen der Kirche nennt das Jahr 1246 als Gründungsjahr des Klosters und den Grafen Hartmann von Dillingen als Gründer. 1716 ließ Maria Magdalena vom Stain zum Rechtenstein, Priorin des Klosters von 1710 bis 1728, die alte Kirche abreißen. Die heutige Kirche wurde von 1717 bis 1719 von Dominikus Zimmermann, dem Baumeister der Wieskirche bei Steingaden, errichtet. Am 25. August 1721 fand die Weihe der Kirche durch den Augsburger Weihbischof Johann Jakob von Mayr statt. Nach der Aufhebung des Klosters während der Säkularisation wurden die Gebäude verkauft. 1843 erwarben die Dillinger Franziskanerinnen vom letzten Besitzer, einem Metzgermeister aus Dillingen, Kloster und Kirche und bewahrten sie vor dem Abbruch.
Am 5. Juli 2015 gegen 23.45 Uhr brach in der Sakristei ein Feuer aus. Es entstand ein Sachschaden von circa 20 Mio. Euro in dem historischen Gebäude, wobei der Hauptschaden im Bereich der Ebnerkapelle lag. Der Wiederaufbau der Ebnerkapelle nach der Brandkatastrophe, bei der eine Schwester ums Leben kam, zog sich bis 2021 hin, die Kirche konnte mittlerweile wiederhergestellt werden.

## Architektur

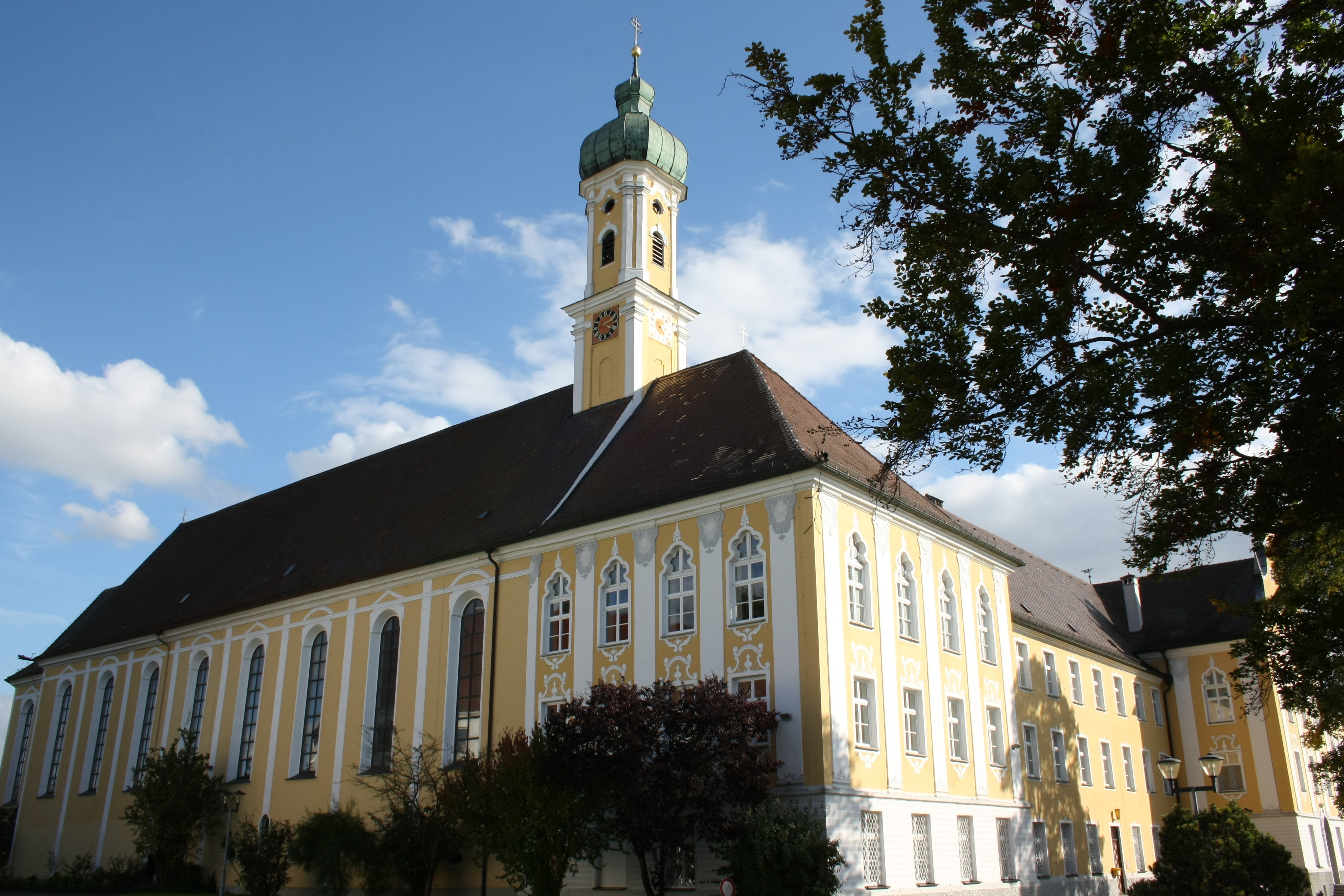
Kloster Maria Medingen mit der Kirche im Vordergrund, Ansicht von Nordwesten

### Außenbau
Die Kirche schließt sich im Norden an die Klostergebäude an, die in einem weiten, von Mauern und Nebengebäuden umschlossenen Hof liegen. Über der Kirche erhebt sich ein viergeschossiger Dachreiter mit Doppelzwiebelhaube, der das Langhaus vom Nonnenchor abgrenzt. Chor und Langhaus sind durch flache Pilaster gegliedert und von hohen Rundbogenfenstern durchbrochen.

### Innenraum
Die Kirche ist ein rechteckiger Saalbau mit vier Jochen und einem eingezogenen, dreiseitig geschlossenen Chor. Die Wände unterteilen Pilaster aus rötlichem Stuckmarmor, die mit korinthisierenden Kapitellen verziert sind. Chor und Schiff überspannen korbbogige Tonnengewölbe mit Stichkappen.

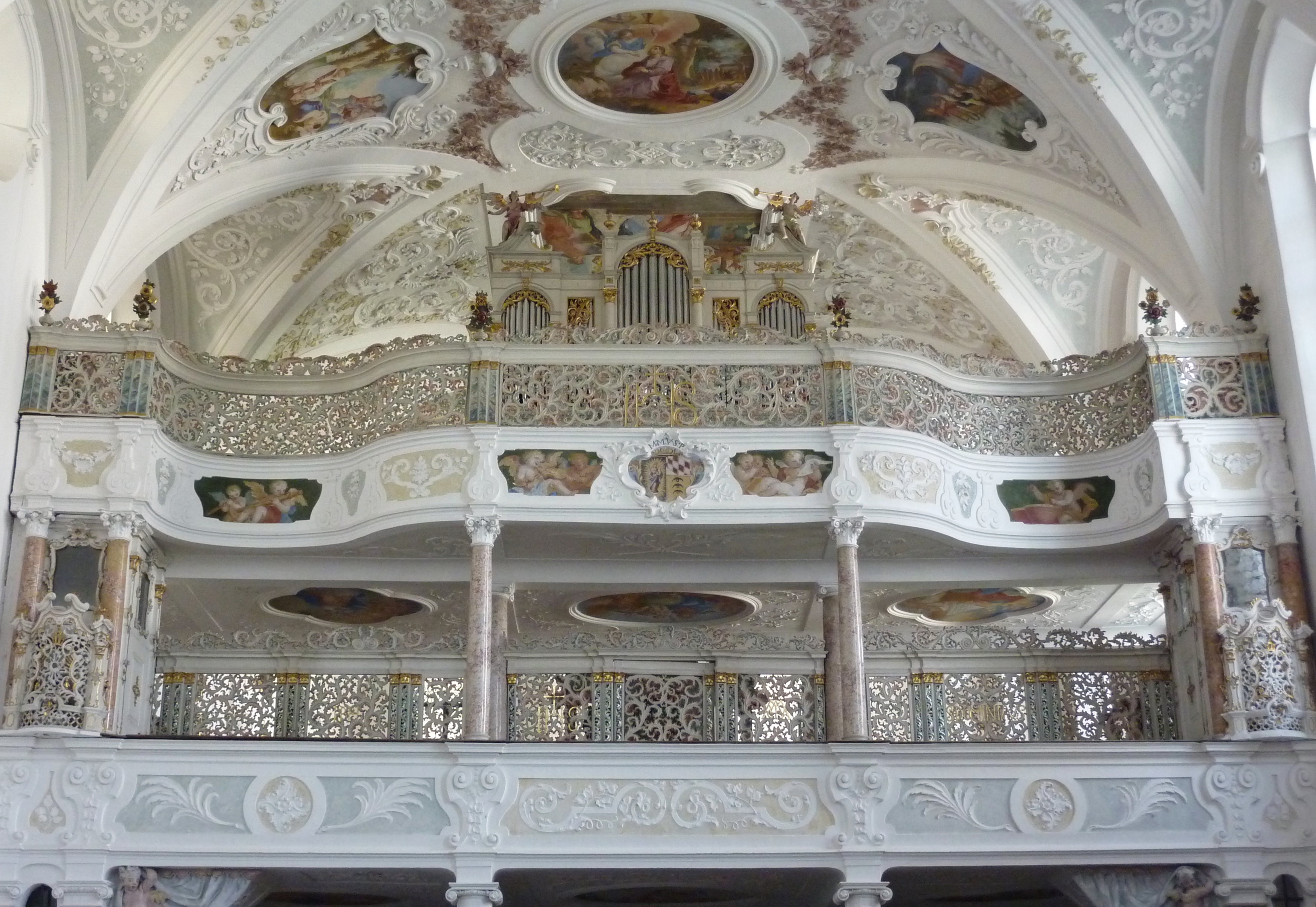
Klosterkirche Maria Medingen, Doppelempore mit den beiden Oratorien auf der unteren Empore

Den westlichen Abschluss des Langhauses bildet eine Doppelempore mit geschnitzten, durchbrochenen Holzgittern, die auf zwei Stuckmarmorsäulen mit ionischen Kapitellen aufliegt. Unter der Empore schließt sich im Westen das Oratorium der Laienschwestern an, auf der Etage darüber der Nonnenchor. Auf beiden Seiten der unteren Empore befinden sich kleinere Oratorien, das der Priorin im Süden und das der Subpriorin im Norden, von Stuckmarmorsäulen eingefasst und mit kunstvoll geschnitzten Gittern versehen. An der oberen Empore sind die Wappen des Klosters und der Priorin Maria Magdalena vom Stain angebracht, darüber ihre Initialen „M.M.V.S.P.“ (Maria Magdalena vom Stain Priorin).
Der Stuckdekor wurde nach Entwürfen von Dominikus Zimmermann um 1720 geschaffen.

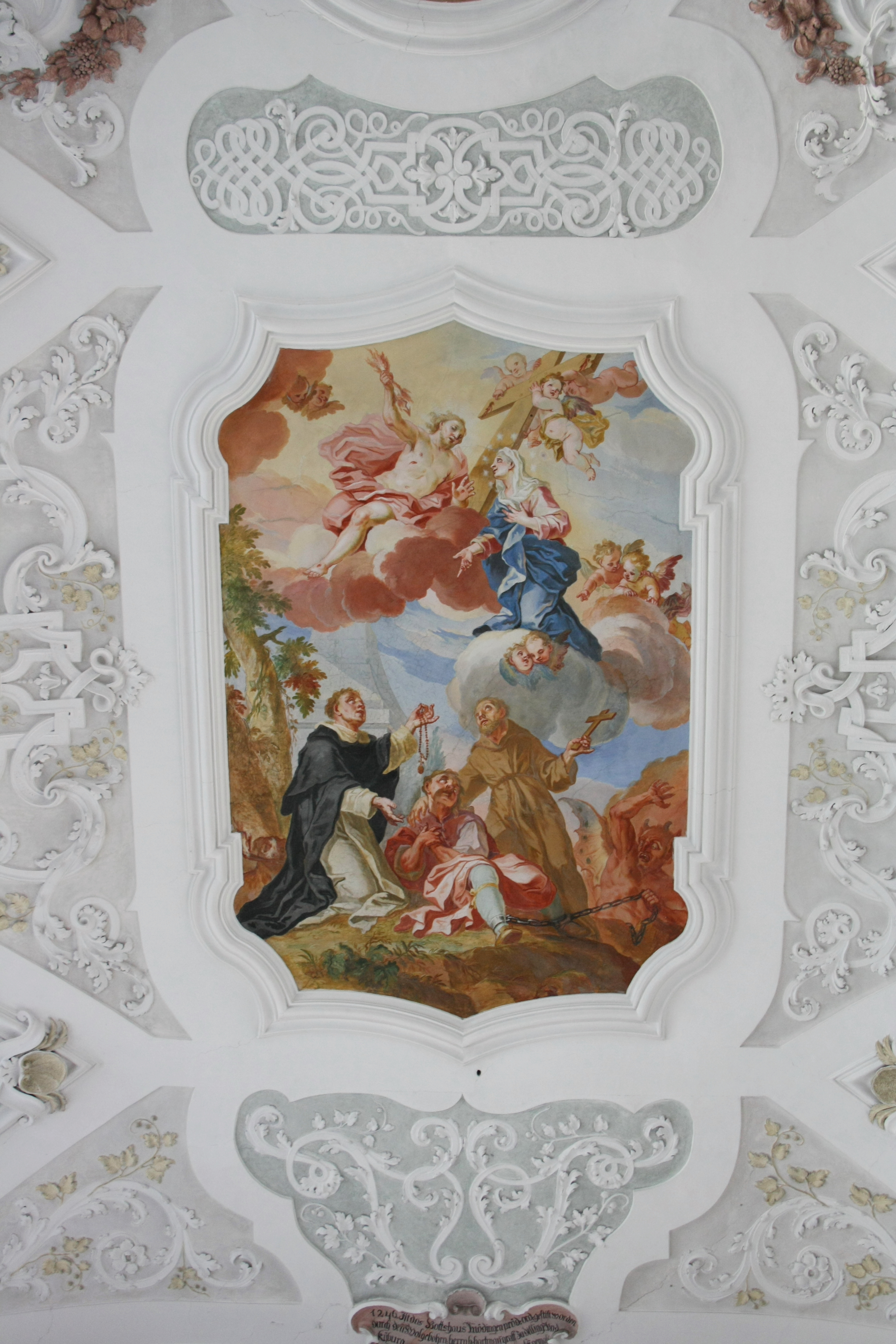
Langhausfresko

## Decken- und Wandmalereien
Die Decken- und Wandbilder wurden 1719/22 von Johann Baptist Zimmermann, dem Bruder von Dominikus Zimmermann, ausgeführt. Auf dem Deckenfresko des Chores wird das Letzte Abendmahl dargestellt, umgeben von Grisaillen mit Themen aus dem Alten Testament. Die großen Fresken im Langhaus stellen den hl. Dominikus und den hl. Franz von Assisi dar, die einen vom Teufel gefesselten Sünder zu befreien suchen. Weitere Szenen sind Mariä Verkündigung und Thomas von Aquin gewidmet, der von den vier abendländischen Kirchenvätern Ambrosius von Mailand, Augustinus von Hippo, Hieronymus und Papst Gregor I. umgeben ist. In den von Stuckrahmen eingefassten Medaillons an den Wänden des Chores und des Schiffes sind die Brustbilder der zwölf Apostel als Fresken ausgeführt.

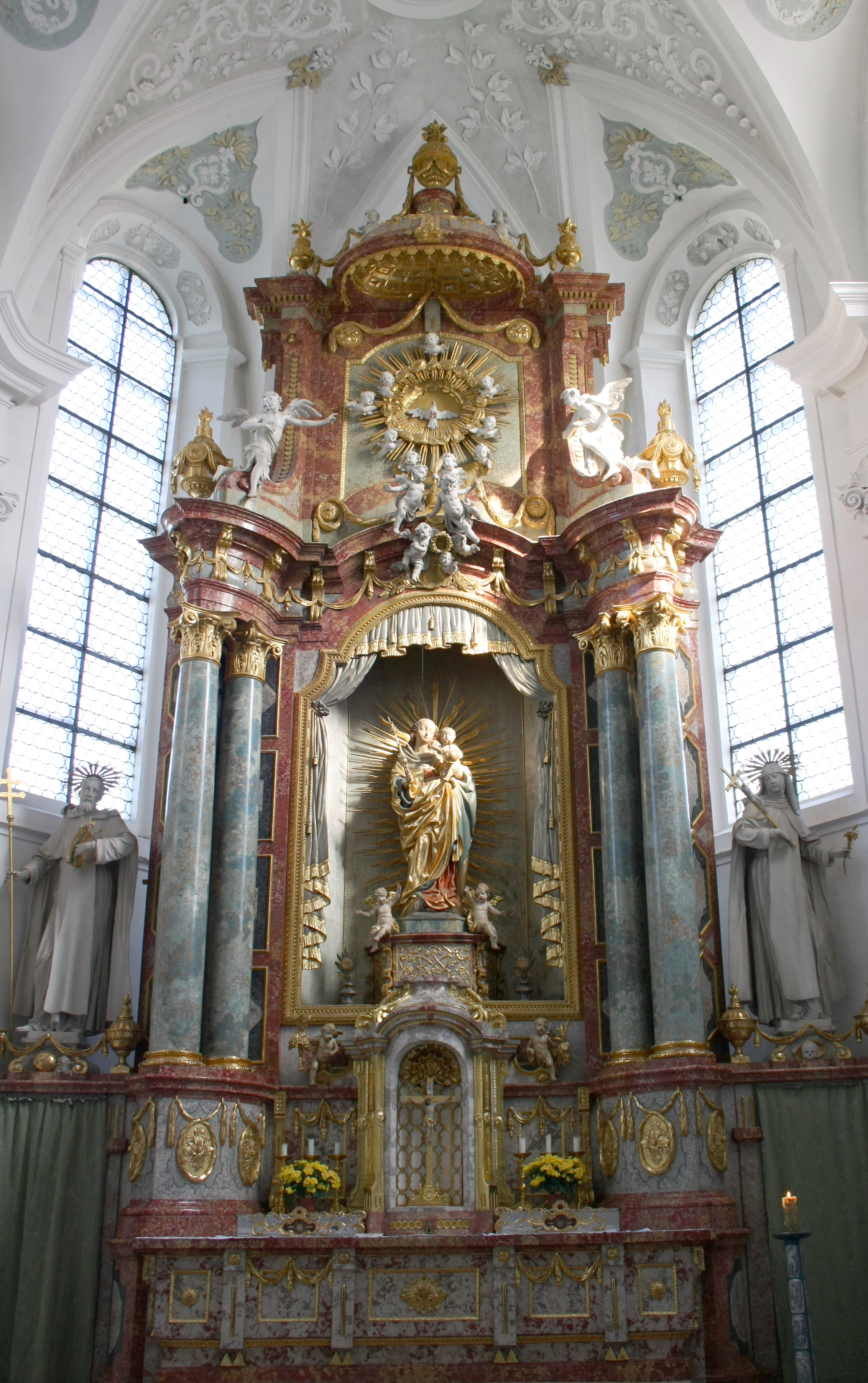
Hochaltar

## Ausstattung
- Die Haupt- und Seitenaltäre aus Stuckmarmor ersetzten 1792/93 die Altäre aus der Entstehungszeit der Kirche. Sie gelten als Werk von Thomas Schaidhauf (1735–1807), der auch an der Abteikirche von Neresheim mitwirkte. Die beiden lebensgroßen Skulpturen über den seitlichen Durchgängen am Hauptaltar stellen links den hl. Dominikus und rechts die hl. Katharina von Siena dar. Die Holzskulptur der Madonna im Strahlenkranz in der Mittelnische des Hochaltars ist spätgotisch. Sie wird um 1460 datiert und entstammt wahrscheinlich der Werkstatt von Hans Multscher, einem Mitbegründer der Ulmer Schule.
- Die Kanzel von 1720/30 wird Stephan Luidl zugeschrieben. Eine Engelsskulptur, die auf einer Wolke mit Engelsköpfchen steht, trägt auf ihren Fingerspitzen den Kanzelkorpus. Dieser ist mit Putten besetzt, die mit den Attributen der drei theologischen Tugenden versehen sind, dem Turm für den Glauben, dem Anker für die Hoffnung und einem Herz für die Liebe. Ein weiterer Engel mit einem Lamm verkörpert die Sanftmut. Der mit zwölf Engelsputten und Engelsputtenköpfen besetzte Schalldeckel trägt die Figur des Dominikaner-Bußpredigers Vinzenz Ferrer. An der Front des Deckels sitzen über der Taube des Heiligen Geistes zwei Engel mit einem aufgeschlagenen Buch, in dem geschrieben steht: „TIMITE DEUM VENIT HORA JUDICII EJUS“ (Fürchtet Gott, es kommt die Stunde seines Gerichts).
- Unter der Westempore ist ein überlebensgroßes Sandsteinrelief mit der Darstellung Christus im Grab aus dem späten 13. Jahrhundert erhalten.
- Die weißgefassten, lebensgroßen Holzfiguren im Chor und im Schiff sind um 1750 entstanden. Sie sind das Werk eines unbekannten Meisters und stellen bedeutende Mitglieder des Dominikanerordens dar.
  - Skulpturen der rechten Chorseite: Thomas von Aquin mit der Sonne auf der Brust und einem Stab mit Doppelkreuz, Rosa von Lima mit dem Christkind auf dem Arm und Rosen und Lilien in der Hand und der Begründer der Niederlassung des Dominikanerordens in Polen, Hyazinth.
  - Skulpturen der linken Chorseite: der Erzbischof Antonin von Florenz, die Äbtissin Agnes von Montepulciano mit Kreuz, Lilie und Lamm und der Dominikanerprediger und Inquisitor Petrus von Verona mit einem Krummsäbel im Kopf, einem Dolch in der Brust und einem Lorbeerzweig mit drei Kronen in der Hand, den Symbolen für Märtyrertod, Reinheit und Glaubenseifer.
  - Auf der linken Seite des Kirchenschiffs werden die portugiesische Königstochter Johanna von Portugal mit Lilie, Dornenkrone, Zepter und Krone dargestellt, der Kirchenlehrer Albertus Magnus mit Buch und Totenkopf und der katalanische Kirchenrechtler Raymund von Penyafort mit einem Schlüssel in der Hand.
  - Auf der rechten Seite des Kirchenschiffs stehen Ludwig Bertrand, zu dessen Füßen eine Pistole liegt und der in der einen Hand einen Giftbecher mit Schlange hält und in der anderen ein Kreuz. Die Florentiner Mystikerin Katharina de Ricci ist mit den Attributen Kreuz, Lilie und Dornenkrone ausgestattet.

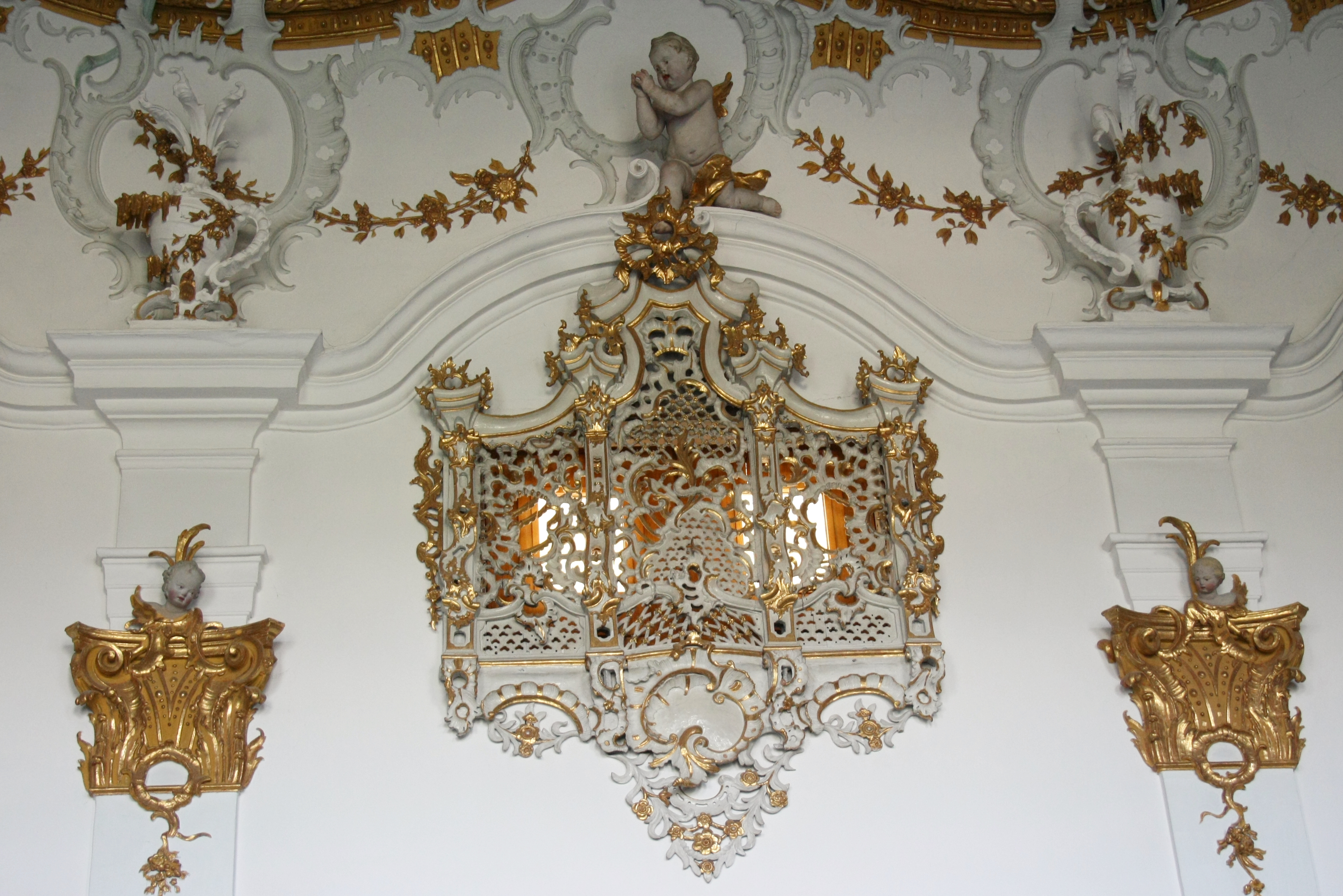
Klosterkirche Maria Medingen, Oratorium in der Ebnerkapelle

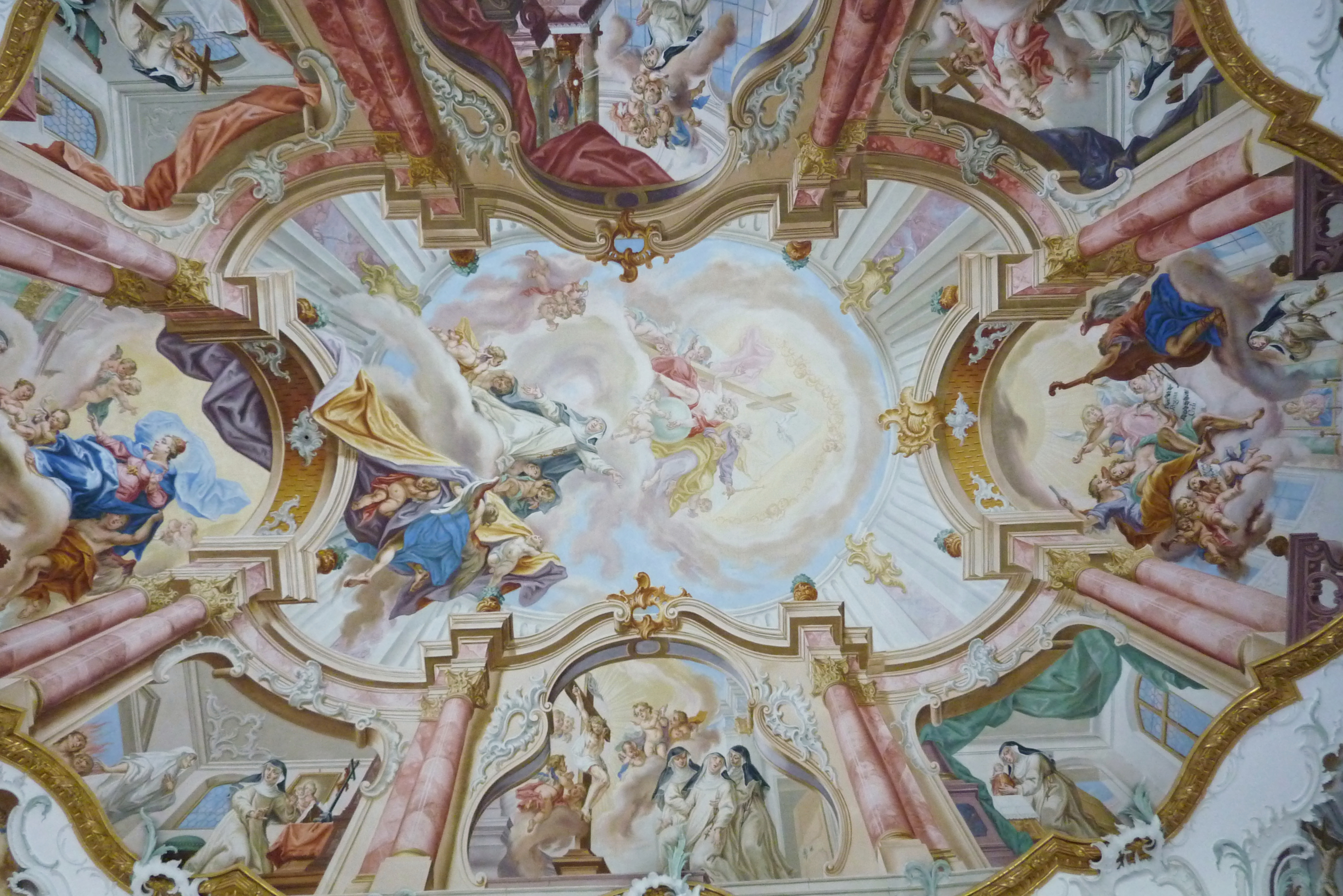
Deckenfresko der Ebnerkapelle

## Ebnerkapelle

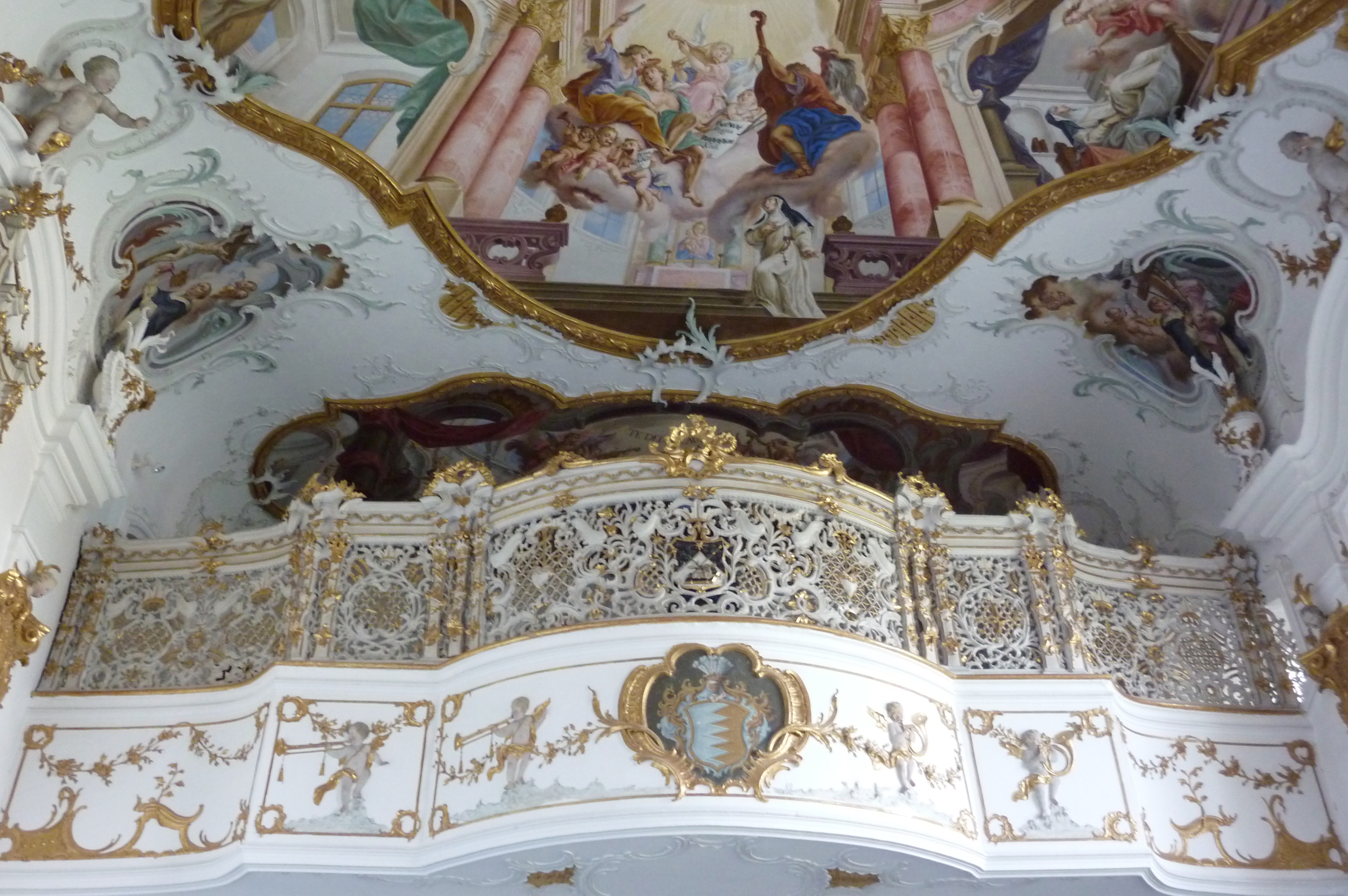
Empore der Ebnerkapelle

Gleichzeitig mit dem Ostflügel des Klosters wurde 1753 bis 1758 die Ebnerkapelle südlich an das Langhaus der Klosterkirche angebaut und vor dem Altar der Kapelle  das Hochgrab der 1979 seliggesprochenen Mystikerin Margareta Ebner (1291–1351) untergebracht, die von 1305 bis zu ihrem Tod im Kloster Maria Medingen lebte. Die Grabplatte mit ihrer Liegefigur wurde im 14. Jahrhundert, kurze Zeit nach ihrem Tod, von einem Lauinger Steinmetz angefertigt.
Der einschiffige Raum ist in vier Joche gegliedert und mündet im Süden in eine halbrunde Apsis. Die Decke, eine Flachdecke über einer Hohlkehle, ist vollständig mit einem Fresko ausgemalt. Eine monumentale Arkadenhalle öffnet sich zum Himmel, in den Margareta Ebner von der Dreifaltigkeit aufgenommen wird. Die seitlichen Szenen stellen ihre Visionen und Stationen ihres Lebens dar. Das Bild trägt die Signatur von Vitus Felix Rigl: „Felix Rigl pinx. 1755“ (Felix Rigl malte es. 1755).
Der Dekor aus Engelsputten, Vasen auf Gesimsen, Blütenketten und Muschelwerkkartuschen wurde 1755 von dem Wessobrunner Stuckateur Paul Anton Landes geschaffen.
Der Skulpturenschmuck des Altares wird Franz Karl Schwertle zugeschrieben. Das Altarbild stellt eine Vision von Margareta Ebner dar, den Herzenstausch Margaretas mit Christus, und ist von Johann Anwander signiert: „Joh. Anwander inv. et pinxit 1758“ (Joh. Anwander entwarf und malte es 1758). Der Altar birgt einen Schrein mit einem Alabasterkreuz aus der Zeit um 1340 und einem Christkind, das vermutlich aus dem 14. Jahrhundert stammt und wie das Alabasterkreuz im Besitz Margareta Ebners war. Seitlich des Altars stehen die Holzfiguren der Dominikanerpäpste Benedikt XI. und Pius V.
Zahlreiche Votivtafeln aus dem 17. bis 19. Jahrhundert bedecken die Wände der Kapelle.